# در امتداد درخشش
در امتداد درخشش (به انگلیسی: Shining Through) فیلمی محصول سال ۱۹۹۲ و به کارگردانی دیوید سلتزر است. در این فیلم بازیگرانی همچون مایکل داگلاس، ملانی گریفیث، لیام نیسون، جولی ریچاردسون، جان گیلگد، ویکتوریا شالت، شیلا آلن، متیو کریر، وولف کالر، وولف موریس، ویلیام هوپ، سوزی سیلوی، توماس کرتشمن، هانا ماریا پراودا و جنیس مارتین ایفای نقش کرده‌اند.